# Yovani Gallardo
Pour les articles homonymes, voir Gallardo.
Yovani Gallardo (né le 27 février 1986 à Penjamillo de Degollado, Michoacán, Mexique) est un lanceur droitier qui a joué dans la Ligue majeure de baseball de 2007 à 2018.
Il a évolué chez les Brewers de Milwaukee de 2007 à 2014 et les a représenté une fois au match des étoiles. Il joue ensuite 2015 avec les Rangers du Texas, 2016 avec les Orioles de Baltimore et 2017 chez les Mariners de Seattle.

## Carrière

### Brewers de Milwaukee
Yovani Gallardo est repêché le 7 juin 2004 par les Brewers de Milwaukee au deuxième tour de sélection (46e choix).

#### Saison 2007
Il débute en Ligue majeure le 18 juin 2007 et remporte la victoire contre San Francisco à ce premier match. Il remporte 9 victoires contre 5 défaites à sa saison recrue avec une moyenne de points mérités de 3,67 en 110 manches et un tiers lancées.

#### Saison 2008
Placé sur la liste des joueurs blessés avant même l'ouverture de la saison 2008, Gallardo rejoint ses coéquipiers au cours du premier mois de la campagne. Il lance trois bons départs mais dans le match du 1er mai face aux Cubs à Chicago, il aggrave la blessure au genou qui l'avait tenu hors du jeu quelques semaines. Gallardo se blesse près du premier but en évitant une collision avec Reed Johnson des Cubs après un amorti sacrifice de ce dernier. Blessé au ligament croisé antérieur, il ne revient pas avec les Brewers avant le 25 septembre. En quatre matchs joués en 2008, il a une belle moyenne de points mérités de 1,88 et est le lanceur partant des Brewers dans le premier match de Série de divisions contre les Phillies de Philadelphie. C'est le premier match de séries éliminatoires auquel participent les Brewers en 29 ans. Bien qu'il n'accorde aucun point mérité, Gallardo donne cinq buts-sur-balles (un est intentionnel) et trois points non mérités en quatre manches lancées et la défaite est portée à sa fiche dans un revers de 3-1 de Milwaukee.

#### Saison 2009

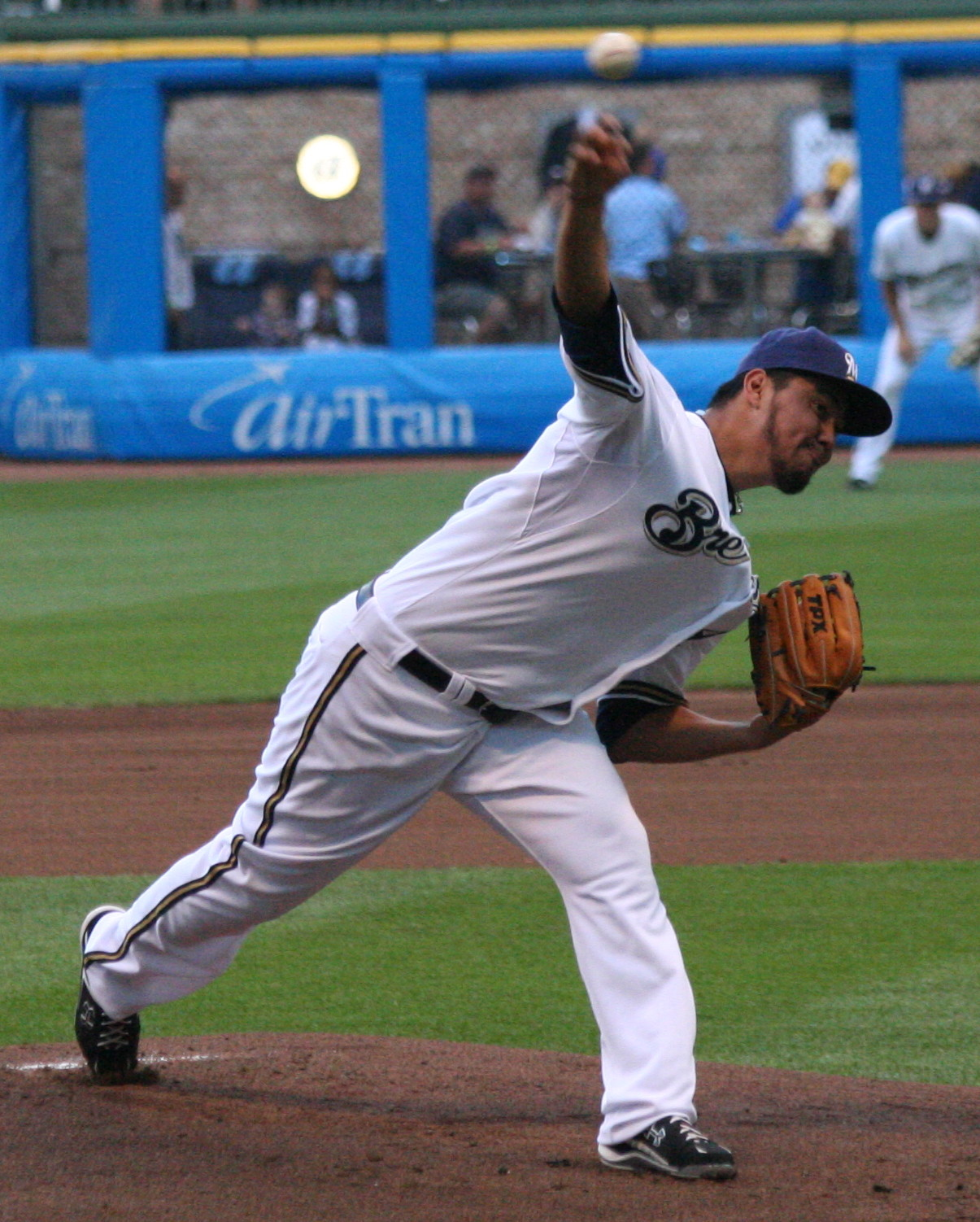
Yovani Gallardo en 2009 avec Milwaukee.

Les blessures l'épargnent en 2009 alors qu'il peut débuter 30 parties de saison régulière des Brewers. Il remporte 13 victoires contre 12 défaites avec une moyenne de points mérités de 3,73. Il est 5e de la Ligue nationale avec 204 retraits sur des prises et seul Tim Lincecum des Giants de San Francisco le devancent pour le nombre de retraits sur des prises enregistrés par tranches de neuf manches lancées. Il est en revanche le lanceur de la Nationale qui accorde le plus de buts-sur-balles (94), un défaut qu'il corrigera largement dans les années suivantes.

#### Saison 2010
Gallardo est invité au match des étoiles pour la première fois de sa carrière en 2010. Il remporte 14 victoires contre 7 défaites en saison régulière et sa moyenne de points mérités est de 3,84. Avec quatre coups de circuit et dix points produits, il remporte le Bâton d'argent comme lanceur s'étant le plus distingué en offensive cette saison-là.

#### Saison 2011
En 2011, Gallardo est le lanceur des Brewers qui remporte le plus de victoires. Ses 17 gains (contre 10 défaites) le placent au 4e rang des lanceurs de la Ligue nationale. Il se classe 5e avec 207 retraits sur des prises, 6e pour le nombre de retraits sur trois prises par 9 manches lancées et 8e pour le ratio de retraits sur des prises / buts-sur-balles. Il accorde 59 buts-sur-balles aux frappeurs adverses en 2011, soit près de la moitié moins de ce qu'il donnait seulement deux années plus tôt. Il est en revanche le 2e artilleur des majeures ayant commis le plus de mauvais lancers (12). En 207 manches et un tiers lancées en saison régulière, Gallardo affiche une moyenne de points mérités de 3,52. Il débute 33 parties des Brewers et, à l'automne, termine 7e au vote annuel déterminant le gagnant du trophée Cy Young du meilleur lanceur. C'est la première fois de sa carrière qu'il est considéré pour cet honneur.
Gallardo est choisi pour amorcer les séries éliminatoires au monticule pour Milwaukee. Opposé à Ian Kennedy dans le premier match de la Série de divisions contre les Diamondbacks de l'Arizona, il livre une très belle performance en n'accordant qu'un point sur quatre coups sûrs en huit manches pour mériter la victoire dans le gain de 4-1 des Brewers. Il égale dans ce match le record de franchise de Don Sutton avec 9 retrait sur des prises dans une partie éliminatoire. Il livre une autre solide performance dans le 5e et dernier match de la série, alors qu'il limite les Diamondbacks à un point. Il ne reçoit pas de décision mais les Brewers l'emportent en manches supplémentaires. Il a moins de succès quelques jours plus tard quand il accorde quatre points dès la première manche et perd le 3e match de Série de championnat face aux Cardinals de Saint-Louis.

#### Saison 2012
Il est le lanceur partant qui amorce le plus de matchs dans la Ligue nationale en 2012. En 33 départs, Gallardo remporte 16 victoires contre 9 défaites avec une moyenne de points mérités de 3,66. Ses 204 retraits sur des prises en 204 manches lancées le placent 6e dans la Nationale.

#### Saison 2013
Gallardo connaît, à l'instar des Brewers, une année décevante en 2013. Il remet sa moyenne de points mérités la plus élevée depuis son entrée dans les majeures : 4,18 en 180 manches et deux tiers lancées. Ses retraits sur des prises sont plus rares : 144 en 31 départs, au cours desquels il mérite 12 victoires et encaisse 10 défaites.

#### Saison 2014
En 2014, il remporte 8 victoires contre 11 défaites. C'est sa première fiche perdante chez les Brewers mais sa moyenne de points mérités, en baisse à 3,51 en 192 manches et un tiers lancées, est sa meilleure en trois ans. Pour une sixième saison consécutive, Gallardo évite la liste des joueurs blessés et effectue 32 départs.
Il quitte Milwaukee au terme de 8 saisons et 214 matchs joués. Durant celles-ci, il aura remporté 89 matchs contre 64 défaites et maintenu une moyenne de points mérités de 3,69 avec 1 226 retraits sur des prises en 1 289 manches et un tiers lancées.

### Rangers du Texas

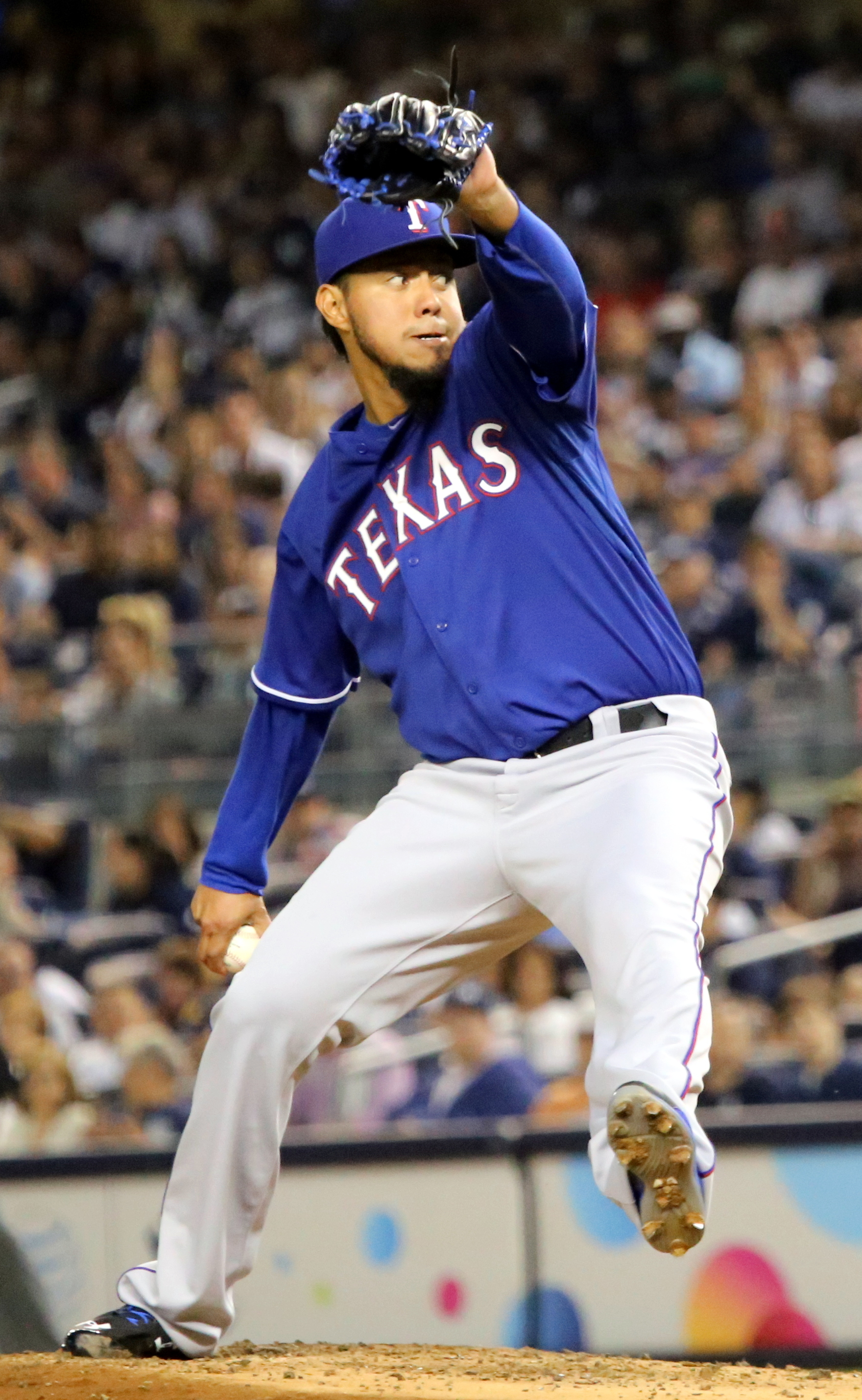
Yovani Gallardo en 2015 avec les Rangers du Texas.

Le 19 janvier 2015, les Brewers échangent Yovani Gallardo aux Rangers du Texas contre le lanceur de relève droitier Corey Knebel, le joueur d'arrêt-court Luis Sardiñas et le lanceur droitier des ligues mineures Marcos Diplan.

### Orioles de Baltimore
Gallardo devient agent libre après la saison 2015. Le 20 février 2016, Associated Press et nombre d'autres médais rapportent que les Orioles de Baltimore, en négociations depuis un certain temps déjà avec le vétéran lanceur, en sont venus avec Gallardo à une entente de 35 millions de dollars pour 3 saisons. Le 23 février, l'entente n'est toujours pas officielle, les Orioles passant toujours en revue les dossiers médicaux de Gallardo et y trouvant matière à quelque inquiétude. Le 25 février 2016, Gallardo accepte des Orioles un contrat de 22 millions de dollars pour deux ans.

### Classique mondiale de baseball
Après avoir décliné l'offre de porter les couleurs du Mexique à la Classique mondiale de baseball 2009, Yovani Gallardo participe à la compétition suivante en 2013.

### Mariners de Seattle
Le 6 janvier 2017, Baltimore échange Gallardo aux Mariners de Seattle contre le joueur de champ extérieur Seth Smith.
Il est inefficace pour Seattle et connaît en 2017 sa pire saison dans les majeures avec une moyenne de points mérités de 5,72 en 130 manches et deux tiers lancées. Gagnant de 5 matchs contre 10 défaites, il amorce 22 matchs mais est en 6 occasions utilisé en relève, ce qui ne lui était pas arrivé depuis sa première année dans les majeures, 10 ans plus tôt.

### Retour à Milwaukee
Gallardo est rapatrié par les Brewers de Milwaukee le 21 décembre 2017 lorsqu'il accepte un entente de 2 millions de dollars pour une saison.